# Material de laboratório
Chama-se material de laboratório os instrumentos e equipamentos utilizados pelos cientistas para manipulação específica em química, física e bioquímica para realizar uma experiência, efetuar medições ou reunir dados.

## Relação de materiais
- Agitador Magnético: Utilizado no preparo de soluções e em reações químicas quando se faz necessário uma agitação constante ou aquecimento;
- Balança Analítica: É usada para se obter massas com alta exatidão. Balanças semi-analíticas são também usadas para medidas nas quais a necessidade de resultados confiáveis não é crítica;
- Bastão de vidro: Serve para agitar ou transferir líquidos de um recipiente a outro. Ela é feita de vidro para não causar uma reação química na substância em questão;
- Pompete: é usada para auxiliar nos procedimentos de pipetagem;
- Microscópio: aparelho óptico utilizado para visualizar estruturas minúsculas, que não é possível enxergar a olho nu;
- Bico de gás: um dos aparelhos mais frequentemente usados em laboratório é o bico de gás, que pode receber várias designações de acordo com o seu aspecto, sendo o mais comum o Bico de Bunsen;
- Bico de Bunsen: funciona a gás e serve para o aquecimento de materiais não-inflamáveis;
- Tela ou Rede de amianto: É um trançado de fios de ferro, tendo no centro um disco de amianto que recebe calor do bico de Bunsen e distribui o calor uniformemente para todos os recipientes sobre ela;
- Tripé de ferro: serve como apoio para a tela de amianto e para equipamentos que são colocados sobre ela;
- Suporte Universal: Um tipo de suporte que sustenta todos os tipos de materiais de laboratório, composto por uma placa de ferro, e uma barra de ferro onde se colocam garras, prendedores e argolas para segurar os equipamentos[1];
- Suportes, garras e argolas de ferro: servem para a montagem e a sustentação dos aparelhos de laboratório;
- Tubo de ensaio: usado para testar reações com pequenas quantidades de reagentes;
- Vidro de relógio: usado para pesar pequenas quantidades de substâncias, para evaporar pequenas quantidades de soluções e para cobrir béqueres e outros recipientes;
- Erlenmeyer: Muito utilizado em preparações de soluções químicas, devido o formato afunilado de seu bico, que não deixa a solução respingar;
- Balão de fundo chato: usado para aquecer e preparar soluções e realizar reações com desprendimento de gases; Balão volumétrico

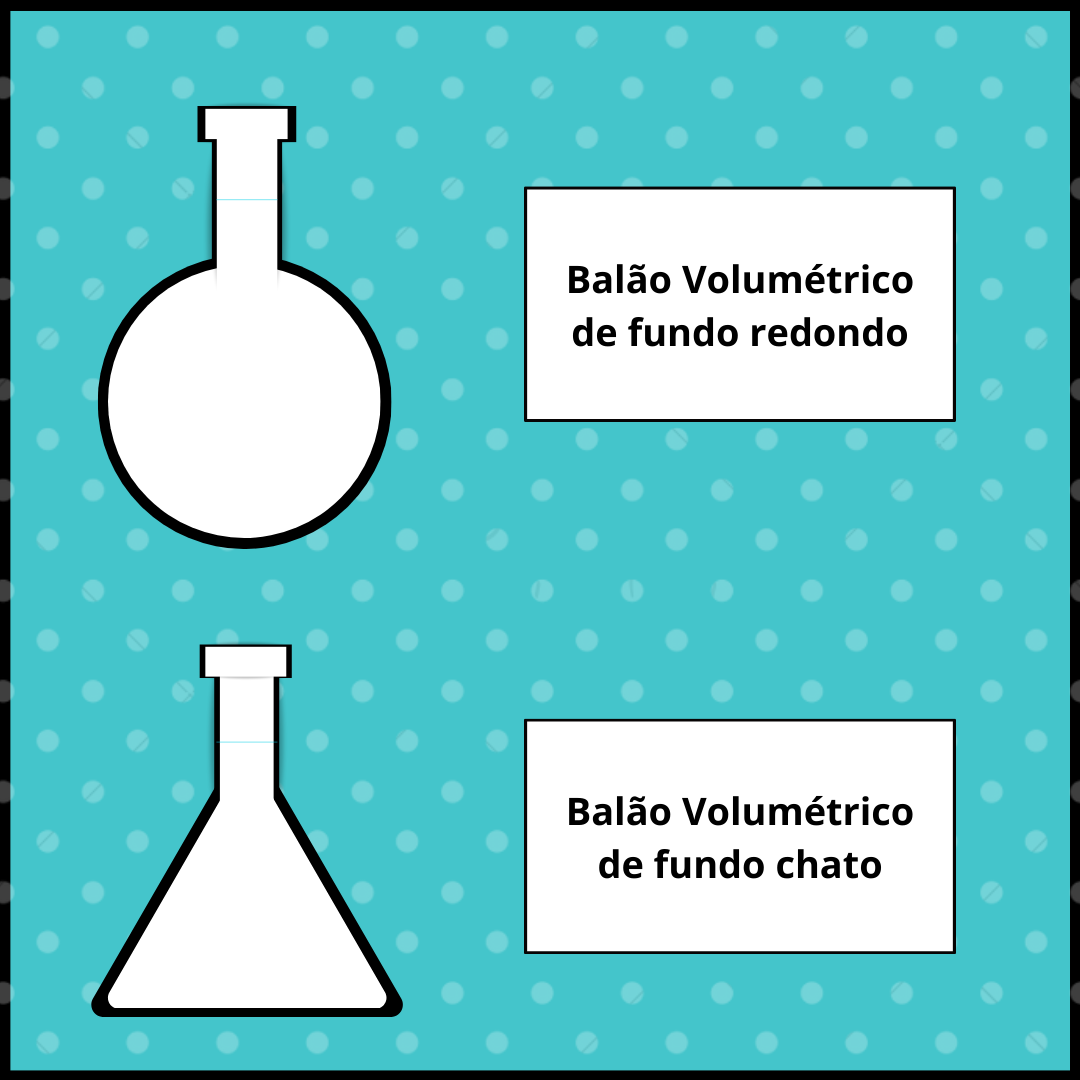
Balão volumétrico

- Balão de fundo redondo: de uso semelhante ao balão de fundo chato, mas mais apropriado a aquecimentos sob refluxo;
- Proveta ou cilindro graduado: para medir e transferir volumes de líquidos e solução (não é muito preciso);
- Balão volumétrico: para preparar volumes precisos de soluções;
- Pipeta graduada: para medir e transferir volumes variáveis de líquidos ou soluções, sem muita precisão;
- Pipeta volumétrica: para medir e transferir um líquido ou solução, porém mais preciso que a pipeta graduada;
- Bureta: para medir volume de líquidos ou soluções por escoamento;
- Trompa de vácuo: aproveita-se de uma corrente de água para aspirar o ar, por uma abertura lateral; é usada para as "filtrações a vácuo";
- Cadinho ou porcelana (ou metal): usado para aquecimento e fusão de sólidos a altas temperaturas;
- Triângulo de porcelana: serve de suporte para cadinhos, quando aquecedidos directamente na chama de gás;
- Cápsula de porcelana (ou de metal): usada para a concentração e secagem de soluções[2];
- Almofariz e pistilo ou pilão: usado para a trituração e pulverização de sólidos;
- Centrífuga: É um aparelho que acelera o processo de decantação. Devido ao movimento de rotação, as partículas de maior densidade, por inércia, são arremessadas para o fundo do tubo;
- Estufa: Aparelho elétrico utilizado para dessecação ou secagem de substâncias sólidas, evaporações lentas de líquidos, etc;
- Capela: Local fechado, dotado de um exaustor onde se realizam as reações que liberam gases tóxicos num laboratório;
- Banho Maria: É um dispositivo que permite aquecer substâncias de forma indireta(banho-maria), ou seja, que não podem ser expostas a fogo direto;
- Frasco lavador ou pisseta: É empregada na lavagem de recipientes por meio de jactos de água ou de outros solventes. O mais utilizado é o de plástico pois é prático e seguro;
- Colher de deflagração: Utiliza-se para realizar pequenas combustões de substâncias ou observar o tipo de chama, reação, etc;
- Condensador: É empregado nos processos de destilação. Sua finalidade é condensar os vapores do líquido. É refrigerado a água;
- Funil de separação ou decantação: Recipiente de vidro em forma de pêra, que possui uma torneira. É Utilizado para separar líquidos imiscíveis. Deixa-se decantar a mistura; a seguir abre-se a torneira deixando escoar a fase mais densa;
- Funil de haste longa: Confeccionado em vidro, é utilizado na retenção de partículas sólidas, além da filtração. Mesmo sendo uma vidraria de laboratório, o funil de haste longa não deve ser aquecido[3];
- Tubos em U: Tubo recurvado em forma de U, quando preenchido com uma solução especial funciona como ponte salina permitindo a passagem de íons na montagem de uma pilha de Daniell;
- Cristalizador: São de vidro, possuem grande superfície que faz com que o solvente evapore com maior rapidez;
- Dessecador ou Exsicador: É usado para guardar substâncias em ambiente com pouco teor de umidade;
- Papel de filtro: Papel poroso, que retém as partículas sólidas, deixando passar apenas a fase líquida;
- Mufla: tipo de estufa para altas temperaturas usada em laboratórios, principalmente de química. Consiste basicamente de uma câmara metálica com revestimento interno feito de material refractário e equipada com resistências capazes de elevar a temperatura interior a valores acima de 1000°C. As muflas mais comuns possuem faixas de trabalho que variam de 200°C a 1400°C;
- Colorímetro: instrumento que utiliza amostras de substâncias desconhecidas para determiná-las, através do nível de absorção, que modifica sua coloração;
- Gobelé: Copo de vidro de tamanho variado utilizado para aquecer e cristalizar substâncias, recolher filtrados, fazer decantações, misturar reagentes, preparar soluções, transferir soluções e pesar substâncias;
- Pinças: Madeira e Metálica: Instrumentos simples, destinado a manipular objetos aquecidos[4][5].